# 大久保守羨
大久保 守羨（おおくぼ もりのぶ）は、高松藩の大老（家老）。大久保主計家3代。

## 生涯
寛文3年（1663年）、高松藩大老大久保公忠の次男として生まれる。延宝6年（1678年）4月、父公忠が隠居し、兄公卓が家督相続して大老となると、守羨も新知500石を授かり家老となる。元禄10年（1697年）5月、兄公卓が継嗣無きまま没し、藩命でその家督と知行3000石を相続した。
元禄14年（1701年）3月、赤穂藩主浅野長矩が高家吉良義央に江戸城中で刃傷事件を起こし切腹すると、藩主頼常の命で数百隻の藩船を率いて小豆島吉田に出陣し、赤穂藩の有事に備えた。元禄17年（1704年）2月、頼常が隠居して頼豊が新藩主となると、同月20日に大老を命じられる。同月28日、江戸城で、藩主頼豊の家督相続御礼言上の際、将軍徳川綱吉に拝謁する。宝永2年（1705年）、藩主頼豊より郷中仕置を命じられる。領国の仕置を一任され、藩政を一切取り仕切った。
宝永年間、水不足のため、藩主に農業用水路の建設を直訴して投獄された萱原村庄屋久保太郎右衛門の釈放と用水路建設に便宜を図り、宝永4年（1707年）、萱原用水が完成した。宝永6年（1709年）、守羨の助力に感謝した太郎右衛門により大久保神社が創建された。
享保17年（1732年）3月12日死去。家督は嫡男の公敦が相続した。